# 동물원

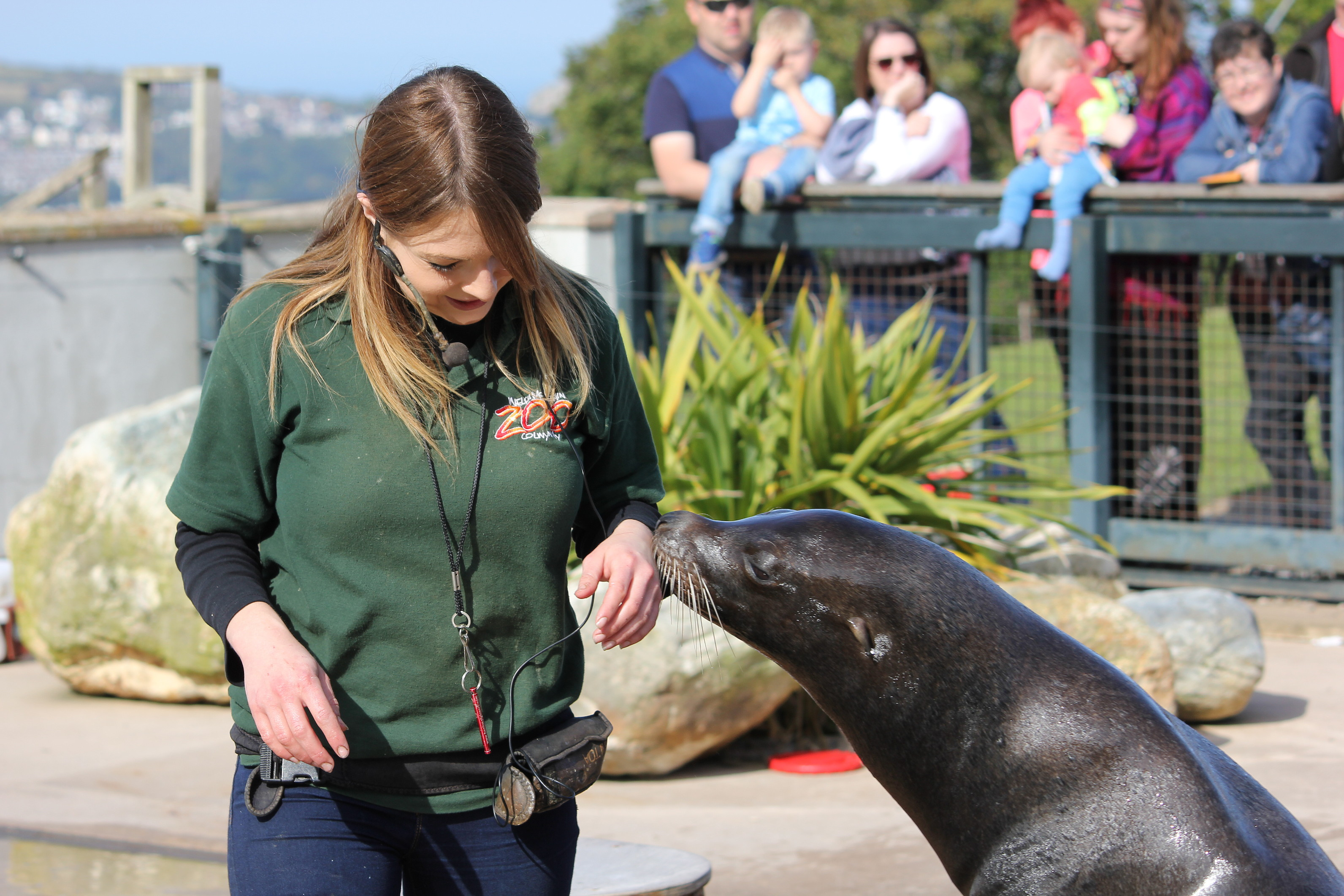
웨일스 마운틴 동물원의 바다사자와 사육사

동물원(動物園)은 살아있는 동물을 사육, 연구하고 일반에게 관람시켜 이익을 얻는 장소이다. 보통 육상동물을 중심으로 다루는 곳을 말한다. 수중 생물을 중심으로 다루는 곳을 특별히 수족관이라고 하며, 동물원의 특수한 형태로 사파리 등이 있다.
동물원을 가리키는 영단어 주(zoo)는 동물을 연구하는 동물학을 말한다. 이 용어(zoological garden)는 그리스어 ζώο, 'zoon', "동물"에서 유래되었으며, 접미사 -λογγα, '-logia', "대해 연구하다."에서 유래되었다. 줄임말 "zoo"는 1828년 과학 연구와 1857년 일반인에게 개방된 런던 동물원(London Zoolographic Gardens)에서 처음 사용되었다. 미국에서만 동물원은 연간 1억 8100만 명 이상의 사람들이 방문한다.

## 어원
1828년에 문을 연 런던 동물원은 처음에는 "런던 동물학회의 정원 및 머내저리(동물쇼 등을 위해 모아 놓은 야생 동물들)"로 알려졌으며, 스스로를 "머내저리(ménagerie)" 또는 "동물학상의 숲"이라고 표현했다. 줄임말인 'zoo'는 1847년경, 클리프턴 동물원에 사용되던 무렵 영국에서 처음으로 인쇄물로 등장했지만, 약 20여년이 지나서야 음악당 예술가 알프레드 밴스의 'Walking in the Zoo'라는 노래에서 단축형식이 유행하게 되었다."동물원"이라는 용어는 1847년, 1891년, 1899년에 각각 문을 연 핼리팩스, 노바스코샤, 워싱턴 D.C., 뉴욕의 브롱크스의 더 넓은 시설들에서 사용되었다.20세기 후반 동물원의 비교적 새로운 용어는 "보존 공원" 또는 "바이오 공원"이다. 새로운 이름을 채택하는 것은 일부 동물원 전문가들이 19세기의 전형적인 동물원 개념으로부터 그들의 기관을 멀어지게 하기 위해 사용하는 전략이다.'바이오파크'라는 용어는 1980년대 말 워싱턴 국립동물원이 처음 만들어 개발했다.1993년 뉴욕동물학회는 이름을 야생동물보호협회로 바꾸고 관할 동물원을 '야생동물 보호공원'으로 다시 낙인찍었다.

## 역사

### 왕실 동물원

동물원의 전신인 머내저리는 고대부터 현대에 이르기까지 오랜 역사를 가지고 있다. 가장 오래된 것으로 알려진 동물학 수집품은 2009년 이집트의 히에라콘폴리스에서 기원전 3500년에 발견되었다. 이국적인 동물들에는 하마, 하테베스트, 코끼리, 개코원숭이, 야생 고양이가 포함되어 있었다.중세 아시리아 제국의 아슈르벨칼라 왕은 기원전 11세기에 동물원과 식물원을 만들었다. 기원전 2세기 중국 황후 탄기는 "사슴의 집"을 지었고, 주왕 원씨는 링유라고 불리는 1,500 에이커(6.1 km2)의 동물원, 즉 지성의 정원을 유지했다. 다른 유명한 동물 수집가들로는 이스라엘과 유다의 솔로몬 왕, 아시리아의 세미라미스와 아슈르바니팔 왕, 바빌로니아의 느부갓네살 왕이 있다.기원전 4세기까지, 대부분의 그리스 도시 주에 동물원이 존재했다; 알렉산더 대왕은 그의 군사 탐험에서 발견한 동물들을 그리스로 돌려보낸 것으로 알려져 있다. 로마의 황제들은 공부나 경기장에서 사용하기 위해 동물들의 개인 소장품을 보관했다.후자는 악명이 높기로 악명높은 농경지 19세기 역사학자 W. E. H. 레키는 기원전 366년에 처음 열린 로마 게임에 대해 다음과 같이 썼다.
한 번은 곰과 황소가 사슬로 묶인 채 모래를 가로질러 격렬한 전투에 굴렀는데... 하루 만에 4백 마리의 곰이 칼리굴라 밑에서 죽임을 당했다... 네로 휘하에서 4백 마리의 호랑이가 황소와 코끼리와 싸웠다. 하루아침에 티투스의 콜로세움 헌신에 오천 마리의 동물이 죽었다. 트라얀 아래... 사자, 호랑이, 코끼리, 코뿔소, 하마, 기린, 황소, 숫사슴, 심지어 악어와 농어가 이 광경을 신기하게 하기 위해 고용되었다.

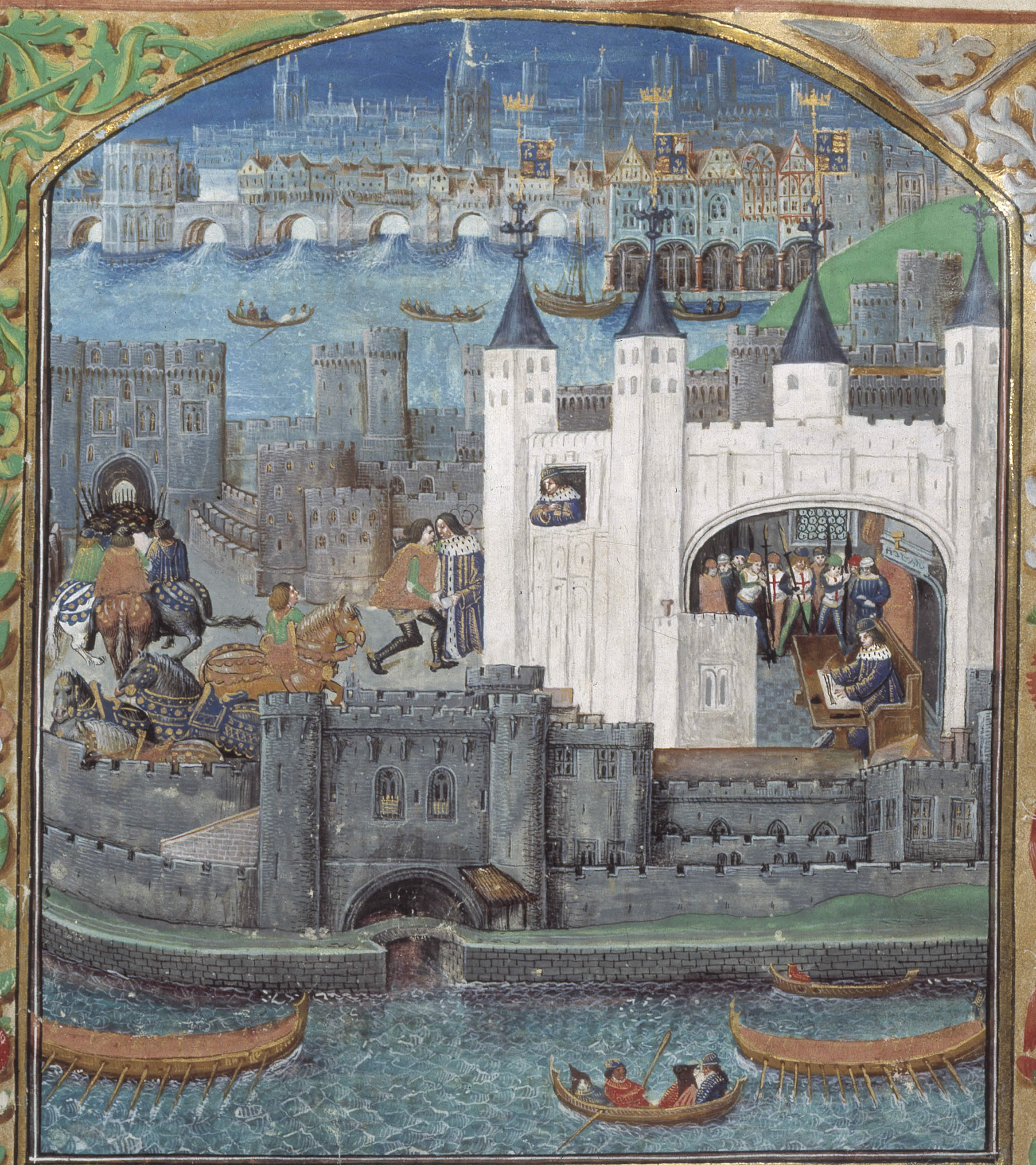
런던탑에 수 세기동안 있던 머내저리. 15세기의 그림.

샤를마뉴는 아바스 칼리프가 준 아바스라는 이름의 코끼리를 가지고 있었다. 영국의 헨리 1세는 사자, 표범, 낙타 등이 포함된 것으로 알려진 우드스톡의 그의 궁전에 동물 모음을 보관했다. 중세 영국에서 가장 두드러진 수집품은 존 1세에 의해 1204년에 만들어진 런던탑에 있었다.
헨리 3세는 1235년 신성로마제국 프레데릭 2세로부터 표범 3마리 중 결혼선물을 받았고, 1264년 이 동물들은 탑의 서쪽 주 출입구 부근에 있는 사자탑으로 개칭된 불워크로 옮겨졌다. 16세기 엘리자베스 1세 시대에 대중에게 공개되었다.18세기 동안 입장료는 사자에게 먹이를 주기 위한 고양이나 개의 공급인 세 반펜스였다.그 동물들은 런던 동물원이 개장했을 때 런던 동물원으로 옮겨졌다.
아즈텍 황제 모테즈마는 자신의 수도 테노치티틀란에서 600명 이상의 직원들이 가꾸는 정원에 새, 포유류, 파충류 등을 대량으로 모은 '동물의 집'을 가지고 있었다. 이 정원은 1520년 에르난 코르테스를 포함한 몇몇 스페인 정복자들에 의해 묘사되었다. 아즈텍이 스페인 통치에 반기를 든 후, 그리고 그 뒤 이어진 도시와의 전투 중에 코르테스는 마지못해 동물원을 파괴하라고 명령했다.

### 계몽주의시대 동물원

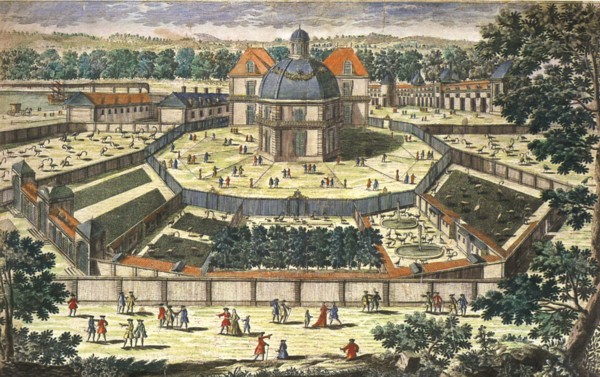
17세기 루이 14세 치하에 베르사유에 세워진 머내저리

현존하는 세계에서 가장 오래된 동물원은 오스트리아 빈에 있는 티에르가텐 쇤브룬(Tiergarten Schönbrunn)이다. 오스트리아의 마리아 테레지아의 남편인 신성 로마 황제 프란츠 1세의 명에 따라 1752년 아드리안 판 스테코벤이 쇤브룬 궁전의 일부로서 제국 머내저리 역할을 하기 위해 건설하였다. 이 메나게리는 처음에는 황실과 궁정의 관람을 위한 것이었으나, 1765년에 대중이 관람할 수 있도록 만들어졌다. 1775년 마드리드에 동물원이 설립되었고, 1795년 파리의 자르딘 데스 플랜테스 안에 있는 동물원은 자크 앙리 베르나르댕에 의해 설립되었는데, 베르사유 왕실 메나제리의 동물들과 함께 주로 과학 연구와 교육을 목적으로 설립되었다. 러시아 최초의 동물원인 카잔 동물원은 1806년 카잔 주립대학 칼 푸흐스 교수가 설립했다.

### 현대의 동물원

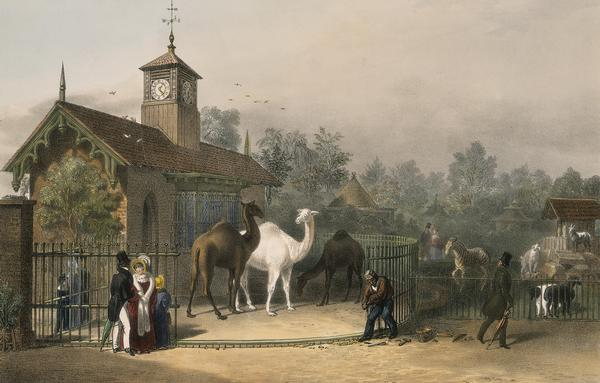
런던 동물원, 1835

19세기 초까지만 해도 베르사유에서 루이 14세의 머내저리처럼 동물원의 기능은 왕실의 힘을 상징하는 경우가 많았다. 19세기에 영국에서 등장한 현대 동물원은 오락과 영감을 위해 과학 연구와 후기 교육 전시회를 대중에게 제공하는 데 초점을 맞췄다.
자연사와 동물학에 대한 점점 더 많은 매력은 런던의 도시화의 엄청난 확대와 함께, 더 다양한 형태의 오락물이 이용 가능하게 해 달라는 요구를 증가시켰다. 학문적 연구의 요건뿐만 아니라 공공의 향응에 대한 필요성도 최초의 현대 동물원 설립에서 한자리에 모였다.
런던동물학회는 스탬포드 래플스에 의해 1826년에 설립되었고 2년 후인 1828년에 리젠트 공원에 런던 동물원을 설립했다. 설립 당시 세계 최초의 과학 동물원이었다. 원래 과학 연구의 수집품으로 쓰일 목적으로 1847년에 일반에 공개되었다. 동물원은 리젠트 공원에 위치해 있었고, 그 후 건축가 존 내쉬의 손에 의해 개발되었다. 런던 동물원이 이전 동물원들과 차별화 된 것은 전반적으로 사회에 초점을 맞춘 것이었다. 이 동물원은 대중을 위한 도시 한복판에 세워졌으며, 많은 런던 인구를 수용할 수 있도록 배치되었다. 런던 동물원은 공공 도시 동물원의 전형으로 널리 복제되었다. 1853년 동물원은 세계 최초의 공공 수족관을 열었다.
더블린 동물원은 1831년 동물 연구에 관심이 있는 의료계 회원들이 그들이 살아있을 때, 그리고 그들이 죽었을 때 더 특히 그들을 붙잡아 두블린 동물원은 1831년에 문을 열었다.
다운스의 동물원은 앤드류 다운스에 의해 만들어졌고 1847년에 노바스코샤 대중에게 공개되었다. 원래는 과학 연구를 위한 소장품으로 쓰일 생각이었다. 1860년대 초까지 동물원 운동장은 40헥타르에 많은 고운 꽃과 장식용 나무, 피크닉 장소, 조각상, 산책로, 유리집(욕실, 수족관, 박제된 동물과 새의 박물관이 있는 온실), 연못, 폭포 위의 다리, 분수 있는 인공호수, 나무로 된 녹색호수로 뒤덮였다.사용, 삼림 구역, 외함 및 건물.
호주의 첫 동물원은 1860년 멜버른 동물원이었다. 같은 해 미국 최초의 공립 동물원인 센트럴 파크 동물원이 뉴욕에 문을 열었는데, 1859년 필라델피아 동물원학회가 동물원 설립을 위해 노력했지만, 남북전쟁으로 인해 1874년까지 개원을 연기했다.
1907년 독일의 기업가 칼 하겐벡은 현재 함부르크의 4분의 1인 Stelingen에 Tierpark Hagenbeck를 설립했다. 그의 동물원은 1828년에 설립된 동물원의 배치에서 급진적으로 벗어난 것이었다. 이 동물원은 동물들의 자연 환경을 더 잘 어림잡기 위해 철창 대신 해자로 둘러싸인 개방된 외함을 사용한 최초의 동물원이었다. 또한 그는 잡종 전시물을 설치하고 분류학과는 반대로 지리학의 다른 조직 원리에 기초하여 배치하였다. 그는 또한 잡종 전시회를 설치하고 분류학과는 반대로 지리학의 다른 조직 원리에 기초하여 배치하였다.
영국 베드퍼드셔에 있는 Whipsnade Park 동물원은 1931년에 개장했다. 그것은 방문객들이 외함을 통해 운전할 수 있게 해주었고 동물들과 가까이 다가갈 수 있게 해주었다.
1970년대 생태계가 대중의 관심사로 떠오르자 몇몇 동물원이 저지동물원의 제럴드 듀렐, 브룩스필드동물원의 조지 랍브, 브롱스동물원의 윌리엄 콘웨이(야생생물보존회) 등이 논의를 주도하면서 보존을 중심적 역할로 삼기 시작했다. 그때부터 동물원 전문가들은 보존 프로그램에 참여할 필요성을 점점 더 인식하게 되었고, 미국 동물원 협회는 곧 보존이 최우선이라고 말했다. 보존문제를 강조하기 위해 많은 대형동물원들은 동물들로 하여금 방문객들을 위해 묘기를 부리도록 하는 관행을 중단시켰다. 예를 들어, 디트로이트 동물원은 1969년에 코끼리 쇼를 중단했고 1983년에 침팬지 쇼를 중단했는데, 이것은 트레이너들이 아마도 동물들을 공연하도록 학대했을 것이라는 것을 인정했다.
브록와프 동물원(폴란드어: Ogrod Zoologiczny We Wrocwawu)은 1865년 폴란드에서 가장 오래된 동물원으로 약 1,132종을 대표하는 약 10,500마리의 동물이 서식하고 있었다(동물 종수 면에서는 세계에서 세 번째로 크다). 2014년 브록와프 동물원은 아프리카 대륙에서 선별된 생태계를 포괄적으로 제시하면서 아프리카의 동물원 전시에만 전념하는 유일한 테마 해양생물인 아프리카리움을 개장했다. 1만 마리 이상의 동물을 수용하고 있는 이 시설의 폭은 바퀴벌레와 같은 곤충을 수용하는 것에서 코끼리 같은 큰 포유류까지 33헥타르가 넘는 지역에 걸쳐 있다.
야생동물 서식지의 대량 파괴는 아직 전 세계적으로 멈추지 않았고 코끼리, 큰 고양이, 펭귄, 열대 새, 영장류, 코뿔소, 이국적인 파충류, 그리고 많은 다른 종들이 멸종 위기에 처해 있다. 오늘날의 많은 동물원은 멸종 위기에 처한 많은 종의 감소를 막거나 늦추기를 바라고 있으며, 그들의 주된 목적은 사육 중인 멸종 위기 종을 야생으로 다시 유입시키는 것으로 보고 있다. 현대의 동물원은 또한 방문객들에게 종종 방문객들이 직접 동물들을 볼 수 있게 함으로써 동물 보존에 대한 중요성을 가르쳐 주는 것을 목표로 하고 있다. 일부 비평가와 대다수의 동물권리활동가들은 동물원이 그들의 의도가 무엇이든, 혹은 그들이 얼마나 고귀하든 간에 비도덕적이며 동물들을 희생시켜 인간의 여가를 충족시키는 것 외에는 아무 역할도 하지 않는다고 말한다(수년에 걸쳐 확산된 의견이다). 하지만 동물원 옹호자들은 그들의 노력이 야생동물 보호와 교육에 차이를 만든다고 주장한다.

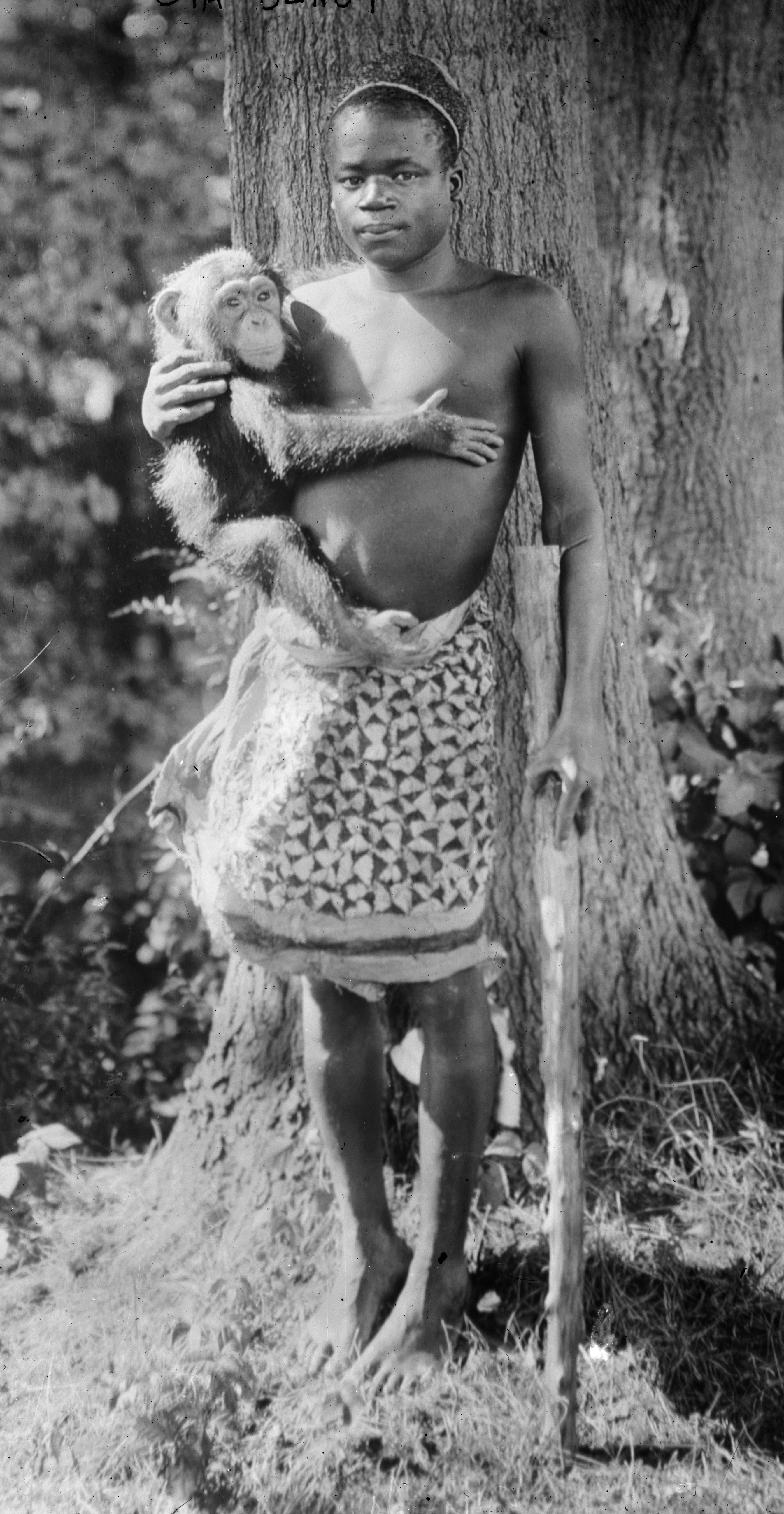
1906년 뉴욕 브롱크스 동물원에 전시되었던 오타 벵가

### 인간 전시회
인간은 때때로 동물과 함께 우리에 전시되어 유럽인과 비유럽인 출신자들의 차이를 보여 주었다. 1906년 9월 뉴욕의 브롱크스 동물원의 윌리엄 호나데이 소장은 매디슨 그랜트 뉴욕 동물원장의 동의로 콩고 피그미인 오타 벵가를 침팬지와 함께 우리에 전시하고, 이어 도홍이라는 오랑우탄과 앵무새를 데리고 전시했다. 이 전시회는 오랑우탄과 백인의 연결고리를 놓친 사례로 기획되었다. 이로 인해 시 성직자들의 항의가 촉발됐지만 벵가를 보기 위해 대중이 몰려든 것으로 알려졌다.
1931년 파리 식민지 박람회 때 인간도 우리에 전시되었고, 58년 브뤼셀의 엑스포에서 열린 "콩고 마을" 전시회에서 1958년까지 인간도 우리에 전시되었다.

## 유형
동물원의 동물들은 그들과 방문객들 모두의 이익을 위해 자연 서식지나 환경 패턴을 복제한 울타리 안에서 산다. 야행성 동물들은 종종 빛-어두운 주기가 역전된 건물에 수용된다. 즉 낮 동안에는 희미한 흰색이나 붉은색 불빛만 켜져 있어서 방문객 시간에는 동물들이 활동하며, 밤에 동물들이 잠을 잘 때는 더 밝은 불빛이 켜진다. 펭귄과 같은 극단적인 환경에서 사는 동물들을 위해 특별한 기후 조건이 만들어질 수도 있다. 조류, 포유류, 곤충, 파충류, 어류, 기타 수생 생물체를 위한 특별한 외함도 개발되었다. 일부 동물원에는 여우원숭이, 마모셋, 새, 도마뱀, 거북이 등 불가침종의 은닉처에 관람객들이 입장하는 걷기 전시회가 있다. 방문객들은 길을 따라다니며 동물들이 낚아채는 음식을 보여주거나 먹는 것을 피하도록 요청 받는다.

### 사파리

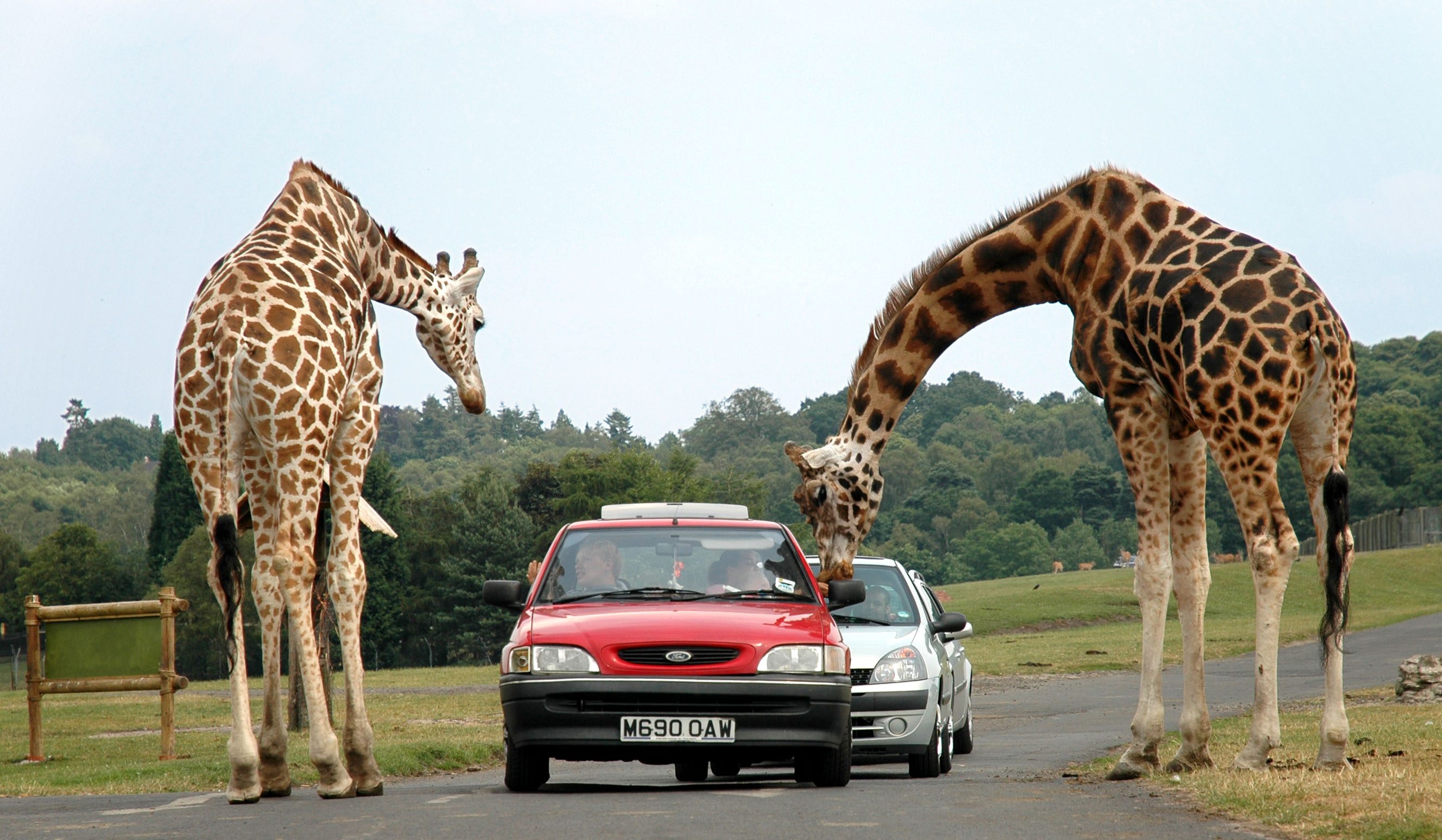
웨스트 미드렌즈 사파리 파크의 기린들

어떤 동물원들은 동물들을 기존 우리보다 더 큰 울타리로 가두어 둔다. 동물원 공원과 사자 농장으로도 알려진 사파리 공원은 방문객들이 그들을 통해 차를 타고 동물들과 가까이 오도록 해준다. 때때로 방문객들은 차창을 통해 동물들에게 먹이를 줄 수 있다. 최초의 사파리 공원은 영국 베드퍼드셔에 있는 윔스나이드 공원으로, 런던 동물 협회가 1931년에 개장했는데, 현재(2014년)에는 600에이커(2.4km2)에 이른다. 1970년대 초부터 샌디에이고 인근 샌파스퀄 계곡에 있는 1,800에이커(7km2)의 공원은 샌디에이고 동물원 사파리 공원이 운영되어 왔다. 노스캐롤라이나 주에 있는 두 개의 동물원 공원 중 하나는 아셰보로에 있는 2,000 에이커(8.1 km2)의 노스캐롤라이나 동물원이다. 오스트레일리아 멜버른에 있는 500에이커(2.0km2)의 베리비 오픈 레인지 동물원에는 인공 사바나에 사는 동물들이 전시되어 있다.

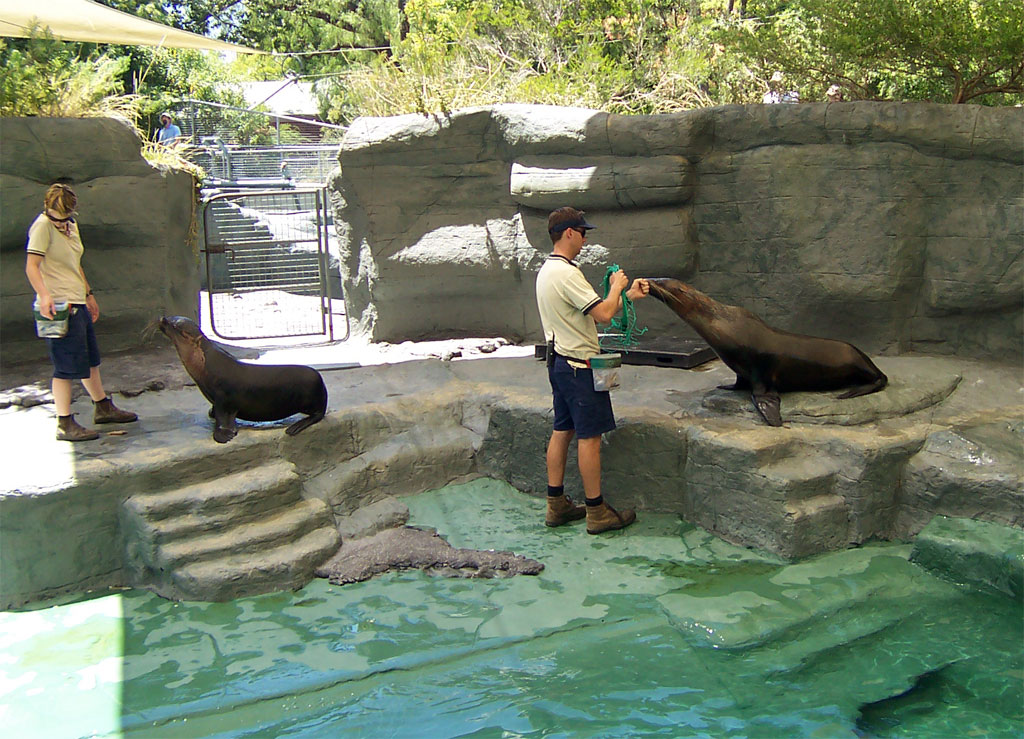
멜버른 동물원의 바다사자

### 수족관
최초의 공공 수족관은 1853년 런던 동물원에서 열렸다. 이어 대륙 유럽에 공공 물병아리가 개원(1859년 파리, 1864년 함부르크, 1869년 베를린, 1872년 브라이튼)한 뒤 미국(1859년 보스턴, 1873년 워싱턴, 1873년 샌프란시스코 우드워드의 정원, 1896년 배터리파크에 뉴욕 아쿠아리움 등이 문을 열었다.

### 길가의 동물원
길가의 동물원은 북아메리카 전역, 특히 외진 곳에서 발견된다. 그들은 종종 소규모의 영리 목적의 동물원으로, 종종 방문객들을 주유소와 같은 다른 시설로 끌어들이기 위한 것이다. 이 동물들은 재주를 부리도록 훈련을 받을 수도 있고, 방문객들은 더 큰 동물원에서보다 더 가까이 갈 수 있다. 때때로 규제가 덜하기 때문에, 길가의 동물원은 종종 방임과 잔인성의 비난을 받는다.
동물보호기금은 2014년 6월 아이오와에 소재한 길가 크리켓 할로우 동물원을 상대로 동물 보호에 제대로 나서지 않아 멸종위기종보호법 위반 소송을 제기했다. ALDF는 소송을 제기한 이후 USDA의 동물·식물 건강검진국에서 실시한 조사로부터 기록을 입수했는데, 이 기록들은 동물원이 동물복지법도 위반하고 있음을 보여준다.

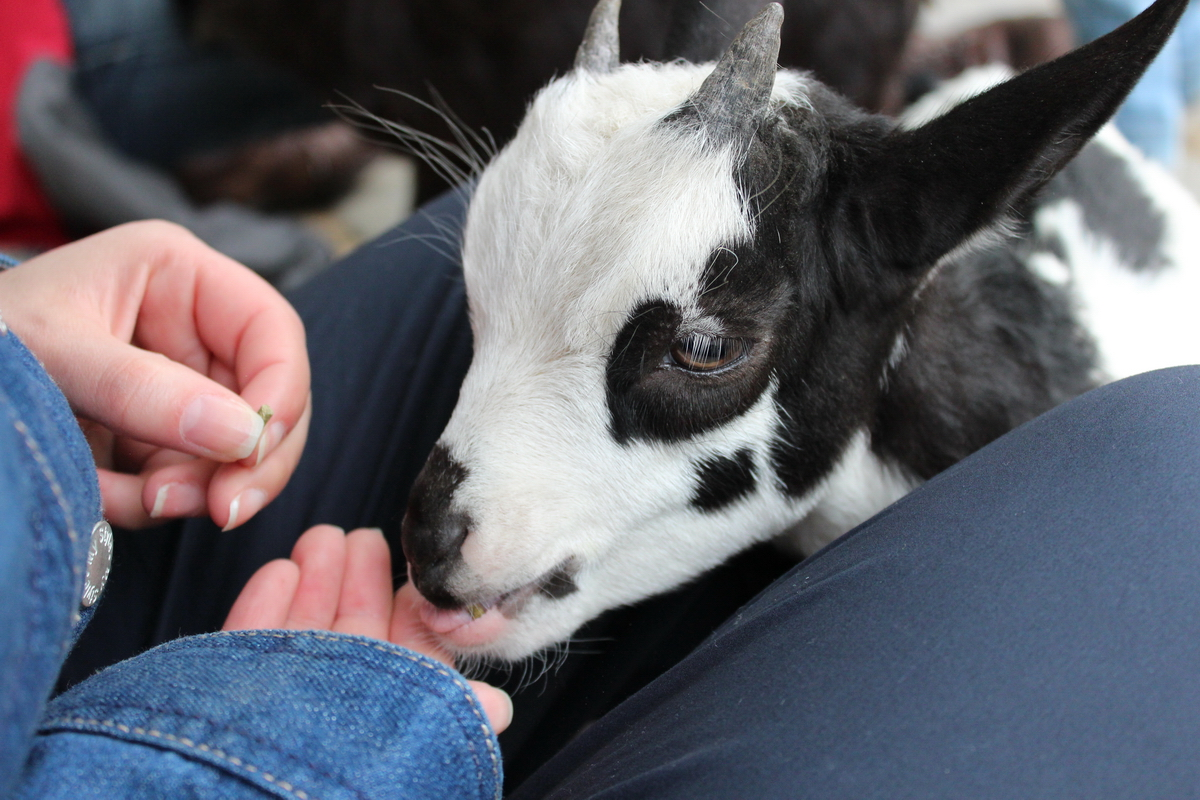
베를린 동물원의 페팅 동물원

### 페팅 동물원
애완용 농장이나 어린이 동물원이라고도 불리는 애완용 동물원은 만져보고 먹일 수 있을 만큼 유순한 가정 동물과 야생 종의 조합을 특징으로 한다.

### 동물테마파크
동물테마파크는 놀이공원과 동물원이 함께 어우러진 곳으로, 주로 오락과 상업적 목적으로 이용된다. 씨월드나 마리린랜드 같은 해양 포유동물 공원은 고래를 기르고 있는 돌고래 보호 시설로, 추가적인 즐길 거리가 있다. 또 다른 종류의 동물 테마 공원은 무대 쇼, 롤러 코스터, 신화적인 생물과 같은 고전 동물원보다 더 많은 오락과 놀이 요소를 포함하고 있다. 디즈니의 애니멀 킹덤과 플로리다 올랜도의 게토랜드, 영국 노스요크셔의 플라밍고랜드, 캘리포니아 발레조의 식스 플래그 디스커버리 킹덤이 대표적이다.

## 동물의 출처
2000년까지 동물원에 전시된 대부분의 동물들은 다른 동물원 동물들의 자손이었다. 그러나 이러한 경향은 종에 따라 다소 특이했다. 동물들이 동물원 사이에 옮겨질 때, 그들은 보통 검역소에서 시간을 보내며, 종종 그들의 자연 환경을 모방하도록 고안된 그들의 새로운 외함에 적응할 수 있는 시간이 주어진다. 예를 들어, 펭귄의 어떤 종은 냉장된 외함을 필요로 할 수 있다. 이러한 동물들에 대한 필요한 관리에 대한 지침은 국제 동물원 연감에 발표되어 있다.

## 정당화

### 보존 및 연구
호주, 아시아, 유럽, 북미의 대부분의 현대 동물원들, 특히 과학사회를 가진 동물원들은 주로 멸종위기에 처한 종들의 보존을 위해 야생동물을 전시하고, 연구 목적과 교육, 그리고 부차적인 목적인 방문객들의 즐거움을 위해라고 주장하고 있다. 런던 동물학회는 헌장에서 그 목적이 "동물학 및 동물 생리학의 발전과 동물 왕국의 새롭고 호기심 많은 과목의 도입"이라고 밝히고 있다. 그것은 Nuffield 비교의학연구소와 Wellcome 비교 생리학 연구소라는 두 개의 연구소를 운영하고 있다. 미국에서는 필라델피아 동물원의 펜로즈 연구소가 비교 병리학 연구에 중점을 두고 있다. 세계동물원 및 아쿠아리움 협회는 1993년에 첫 번째 보존 전략을 수립하였고, 2004년 11월에는 21세기 동물원의 목적과 사명을 정립하는 새로운 전략을 채택하였다.

전 세계의 보존 프로그램들은 멸종되지 않도록 보호하기 위해 싸운다. 하지만 불행한 현실은 대부분의 보존 프로그램들은 자금이 부족하고 잘 표현되지 않는다는 것이다. 자연 보호 프로그램은 서식지 손실과 질병과 같은 더 큰 문제들과 싸우기 위해 고군분투할 수 있다. 타락한 서식지를 재건하기 위해서는 막대한 자금과 막대한 시간이 소요되는데, 이 두 가지 모두 보존 노력에 있어서 드물다. 현재 보존 프로그램의 상태는 상황(온사이트 보존) 계획에만 의존할 수 없으며, 현장 외 보존이 종종 필요하다. 외부 보존은 동물원, 국립공원 또는 다른 돌봄 시설에 의존하여 동물과 동물의 개체군의 재활을 지원한다. 동물원은 멸종위기에 처한 동물들에게 적절한 서식지와 보살핌을 제공함으로써 보존에 도움이 된다. 적절한 규제를 받으면 동물들이 다양하게 번식할 수 있는 안전하고 깨끗한 환경을 제시한다. 양서류 보호와 동물원에 대한 연구는 이 문제들을 글로써 해결했다.
상황 위협, 특히 서식지 손실, 분해 및 단편화 문제를 해결하는 것이 일차적으로 중요한 반면, 상황 보존에만 있는 많은 양서류 종의 경우 특히 키트리디오미디옥시스[감염성 곰팡이병]와 같은 모집단에 매우 빠르게 영향을 미칠 수 있는 현재 미해결 위협만으로는 충분하지 않을 것이다. 위협 요소가 야생에서 더 잘 이해되거나 완화되는 동안, 이전 상황 프로그램은 유전적, 인구 통계적으로 생존 가능한 모집단을 유지하는 것을 포함한 여러 가지 방법으로 상황 활동을 보완할 수 있다
멸종위기종 사육은 국제 스터디북과 코디네이터가 포함된 협동조합 사육 프로그램으로 조정되며, 이들은 지구적 또는 지역적 관점에서 개별 동물과 기관의 역할을 평가하고 있으며, 전 세계에는 멸종위기종 보전을 위한 지역 프로그램이 있다. 아프리카에서 보존은 아프리카 보존 프로그램(APP), 미국과 캐나다의, 종의 생존 계획, 오스트랄라시아의, 유럽 멸종위기종 프로그램, 일본, 남아시아, 동남아시아에서 처리된다. 아쿠아리움, 남아시아 동물원 지역협력협회, 동남아 동물원협회.
포획된 종의 보존 외에도, 큰 동물원은 왜가리 같은 야생 토종 동물들이 살거나 방문하기에 적합한 환경을 형성할 수 있다. 검은 왕관을 쓴 왜가리 군락지가 워싱턴 D.C.에 있는 국립 동물원에서 1세기 이상 정기적으로 여름을 보냈다. 일부 동물원은 동물원을 방문하거나 거주하는 야생동물에 대한 정보를 방문객에게 제공하거나 특정 먹이 또는 사육 플랫폼으로 안내하여 이들을 격려할 수 있다.

## 문제점
40년에 걸쳐 수집된 데이터를 조사한 연구에서는 북극곰, 사자, 호랑이, 치타 등이 감금되어 있는 상태에서 스트레스의 증거를 보인다는 것을 발견했다. 동물원은 동물을 수용하는 수용소가 될 수 있지만, 피난처도 될 수 있다. 동물원은 동물들이 살아야 하는 충분한 인클로저 때문에 수용소로 간주될 수 있다. 코끼리가 평평하고 나무가 없고, 다른 코끼리가 없으며, 가지고 놀 수 있는 몇 개의 플라스틱 장난감이 있는 펜에 놓여질 때, 그것은 지루함과 발 문제를 초래할 수 있다. 또한, 동물들은 이런 종류의 외함에 있을 때 수명이 더 짧을 수 있다. 원인은 인간의 질병, 우리 안의 물질, 그리고 가능한 탈출 시도일 수 있다. 하지만 동물원이 동물의 복지에 대해 생각할 시간을 가질 때, 동물원은 피난처가 될 수 있다. 야생에서 다쳐 스스로 살아남지 못하는 동물이 있지만 동물원에서는 건강하고 행복한 나머지 삶을 살아갈 수 있다. 최근 몇 년 동안, 일부 동물원들은 동물들에게 적절한 울타리를 제공할 수 없기 때문에 더 큰 동물을 보여주는 것을 중단하기로 선택했다. 하지만 그것들은 근본적으로 존중되어야 할 생명을 상업적으로 이용하고 이들의 자유를 침해한다는 문제를 피할 수 없다.

### 포획 및 폐사
현대의 잘 관리된 동물원에서는 전 세계 포획 개체군을 자급자족할 수 있도록 번식이 통제된다. 그러나 이는 종종 가난한 지역에 위치한 관리 부실한 동물원에는 해당되지 않는다. 일부 가난한 지역의 동물원을 대상으로 한 조사에 따르면, 연간 전체 동물 ‘재고 회전율’은 20%~25%에 달했으며, 야생에서 포획된 유인원의 75%가 포획 후 20개월 이내에 사망한 것으로 나타났다. 보고서의 저자들은 성공적인 번식 프로그램이 도입되기 전까지 높은 폐사율이 "대규모 수입"의 주된 원인이었다고 지적했다.
또 다른 2년간의 연구에 따르면, 1992년부터 1998년 사이 미국 내 인증된 동물원을 떠난 포유류 19,361마리 중 7,420마리(38%)가 동물 중개업자, 경매장, 사냥 농장, 비인증 동물원, 개인, 야생 동물 농장 등으로 이관된 것으로 확인되었다.

### 도덕상의 문제
일부 비평가들과 많은 동물권리 운동가들은 동물원 동물들이 살아있는 생물이라기 보다는 관음증적인 물체로 취급되고 있으며, 자유롭고 야생적인 것에서 포획된 것으로의 전환으로 인해 종종 고통을 받는다고 주장한다.

### 행동 제한
많은 현대 동물원들은 더 많은 공간과 행동적 풍요를 제공함으로써 동물 복지를 개선하려고 노력한다. 이것은 종종 동물들이 로밍과 포획과 같은 그들의 자연적인 행동의 일부를 표현할 수 있도록 하는 자연주의적 울타리에 동물들을 수용하는 것을 포함한다. 그러나 많은 동물들은 불모의 콘크리트 외함이나 다른 최소농축된 우리에 남아있다.
자연적으로 매일 수 킬로미터에 걸쳐 있거나 계절적으로 이동하는 동물들은 동물원 울타리 안에서 이러한 행동을 할 수 없다. 예를 들어, 코끼리는 보통 매일 약 45km(28mi)를 여행한다.

### 이상행동
동물원의 동물들은 종종 그들의 빈도, 강도, 또는 보통 그들의 행동 범주에 있어서 포함되지 않는 비정상적인 행동을 보인다. 이것들은 보통 스트레스를 나타낸다. 예를 들어 코끼리는 때때로 머리를 굴리고 곰은 울타리의 한계에 반복적으로 발을 내딛고, 야생 고양이는 강박적으로 몸을 단련하고, 새는 자신의 깃털을 뽑는다. 동물원의 일부 비평가들은 동물들에 대한 보살핌의 질과 상관없이 동물들이 항상 신체적, 정신적 스트레스를 받고 있다고 주장한다. 코끼리는 앞뒤로 흔들림, 줄기가 흔들림 또는 경로추적 등의 형태로 정형화된 행동을 보이는 것으로 기록되어 있다. 이것은 영국 동물원의 54%에서 관찰되었다.

### 짧은 수명
비록 다른 연구들이 나타내기를 동물원 코끼리가 야생 코끼리에 비해 수명이 길다지만, 일본 동물원의 코끼리는 야생 코끼리에 비해 수명이 17년 정도 짧다.

### 기후 문제
기후조건은 몇몇 동물들을 어떤 장소에 동물원에 가두는 것을 어렵게 할 수 있다.

## 잉여동물
특히 큰 동물에서는 동물원에서 제한된 수의 공간만이 이용 가능하다. 그 결과, 가장 "유효한" 공간을 보존하고, 교배 위험을 줄이기 위해 다양한 관리 도구를 사용한다. 동물 개체군의 관리는 일반적으로 AZA와 EAZA와 같은 국제 기구를 통해 이루어진다. 동물원은 동물원 간의 이동, 피임, 과잉동물 판매, 안락사(컬링) 등 동물 개체군을 관리하는 몇 가지 다른 방법이 있다.
피임은 효과적일 수 있지만 건강에도 영향을 미칠 수 있으며 일부 동물에서는 되돌리기가 어려울 수도 있다(또는 불가능할 수도 있다). 덧붙여 어떤 종은 일정 기간(피임약을 통해서든 고립을 통해서든) 번식을 금지한다면 생식 능력을 완전히 상실할 수도 있지만, 그 주제에 대해서는 더 많은 연구가 필요하다. 동물원에서의 잉여 동물의 판매는 한때 흔했고 어떤 경우에는 동물들이 표준 이하의 시설로 전락했다. 최근 수십 년 동안 공인된 동물원에서 동물을 파는 관습은 줄어들었다. 동물원에서 매년 많은 수의 동물들이 도살되고 있지만, 이것은 논란이 되고 있다. 인구관리의 일환으로 널리 알려진 도살은 2014년 코펜하겐 동물원에서 건강한 기린의 도살이었다. 동물원은 이미 사육된 유전자가 잘 나타나 있어 기린이 미래의 번식에 적합하지 않다고 주장했다. 이를 채택하자는 제안과 이를 살리기 위한 온라인 청원에는 수천 명의 서명자가 있었지만 도살은 진행되었다. 일부 국가의 동물원이 도태에 대해 개방되어 있지만, 대상의 논란과 대중으로부터의 압박으로 인해 다른 동물원은 문을 닫게 되었다. 이것은 대부분의 동물원이 공개적으로 동물 출산을 발표하는 것과는 대조적이다. 게다가, 많은 동물원이 작은 동물이나 낮은 인지도의 동물을 도살하려는 반면, 더 큰 인지도가 높은 종을 대상으로 도살하려는 동물원은 더 적다.

## 살아있는 먹이와 미끼
많은 나라에서 동물원 동물에게 살아있는 동물을 먹이는 것은 예외적인 경우를 제외하고는 불법이다. 예를 들어, 어떤 뱀들은 죽은 먹이를 먹는 것을 거부한다. 그러나 중국 바달터링 사파리공원에서는 살아있는 염소를 사자 우리에 던져 넣어 먹게 하거나 대나무 막대에 묶인 살아있는 닭을 2달러/유로당 2달러에 구입해 펜스에 매달 수 있다. 방문객들은 특별하게 디자인된 슈트가 달린 버스를 타고 사자 구역을 지나 운전할 수 있는데, 이 슈트를 통해 살아있는 닭을 인클로저에 밀어 넣을 수 있다. 중국 남동부 구이린 인근의 시옹젠 곰과 호랑이 산촌 마을에서는 살아있는 소와 돼지가 호랑이에게 던져져 방문객들을 즐겁게 한다.

## 규제와 규정

### 미국
미국에서, 모든 공공 동물 전시회는 농림부, 환경 보호청, 산업안전보건청의 허가를 받고 검사해야 한다. 동물원이 전시하는 동물에 따라 동물원의 활동은 멸종위기종법, 동물복지법, 1918년 철새조약 등 법률로 규제된다. 또한, 북미의 동물원은 동물원 및 수족관 협회(ASA)의 인가를 추진할 수도 있다. 인가를 받기 위해서는 동물원이 신청 및 검사 과정을 통과해야 하며 동물원의 동물 보건 및 복지, 기금 모금, 동물원 직원 배치, 글로벌 보존 노력에 대한 AZA의 기준을 충족하거나 초과해야 한다. 검사는 전문가 3명(일반적으로 수의사 1명, 동물보호 전문가 1명, 동물원 관리 및 운영 전문가 1명)이 수행한 후 12명의 전문가 패널이 심사를 거쳐 인가를 받는다. 이 인증 절차는 5년에 한 번 반복된다. ASA는 2007년 2월 현재 USDA 면허에 따라 운영되는 동물 전시회가 약 2,400개 정도라고 추산하고 있으며, 인가된 동물 전시물은 10% 미만이다.

### 유럽
유럽연합(EU)은 동물원의 보전역할을 강화하라는 지침을 도입하여 동물원은 보존과 교육에 참여하도록 하고, 모든 회원국은 허가 및 검사를 위한 시스템을 설치하도록 하였다.  동물원은 영국에서는 1984년에 발효된 1981년 동물원 허가법에 의해 규제된다. 동물원은 서커스와 애완동물 가게를 제외한 "12개월 연속 7일 이상 일반인이 입장료를 받거나 받지 않고 야생동물을 전시용으로 보관하는 시설"로 정의된다. 이 법은 모든 동물원에 대한 검사와 허가를 요구하고 있으며, 인클로저에 보관되어 있는 동물들에게 그들이 가장 정상적인 행동을 표현할 수 있는 적절한 환경을 제공하도록 규정하고 있다.

## 대한민국의 동물원
- 서울동물원
- 에버랜드
- 어린이대공원
- 인천대공원
- 대전동물원
- 전주동물원
- 청주동물원
- 사직공원 (광주광역시, 우치공원으로 이전)
- 우치공원 (광주광역시)
- 달성공원 (대구광역시)

## 동물원을 소재로 한 작품

### PC 게임
- 주 타이쿤
- 주 타이쿤 2

## 같이 보기
- 수족관
- 식물원
- 박물관